# Equisetum robertsii
Equisetum robertsii är en fräkenväxtart som beskrevs av Dines. Equisetum robertsii ingår i släktet fräknar, och familjen fräkenväxter. Inga underarter finns listade i Catalogue of Life.